# 大竹镇 (邵武市)
大竹镇，是中华人民共和国福建省南平市邵武市下辖的一个镇。

## 行政区划
大竹镇下辖以下地区：
谢墩村、官墩村、大竹村、吴坑村、洋坑村和龚家排村。